# ポラード・ロー離散対数アルゴリズム
ポラード・ロー離散対数アルゴリズム （ポラード・ローりさんたいすうアルゴリズム、英語: Pollard's rho algorithm for logarithms）はジョン・ポラード（英語: John Pollard）が1978年に導入した離散対数問題のアルゴリズムであり、ポラード・ロー素因数分解法と似た構造を持つ。
このアルゴリズムの目的は、αが生成する巡回群Gとその元βに対し、{\displaystyle \alpha ^{\gamma }=\beta }となるγを求めることにある。そのためにまず、このアルゴリズムは {\displaystyle \alpha ^{a}\beta ^{b}=\alpha ^{A}\beta ^{B}} となるa, b, A, Bを求める。巡回群の位数nが既知の場合、γは方程式{\displaystyle (B-b)\gamma =(a-A){\pmod {n}}}の解として求まる。
a, b, A, Bを求めるにはフロイドの循環検出法を用いて、数列{\displaystyle x_{i}=\alpha ^{a_{i}}\beta ^{b_{i}}}のサイクルを検出する。この数列は、関数{\displaystyle f\colon x_{i}\mapsto x_{i+1}}を用いて計算できるように選ぶ。fが十分にランダムなら、この数列は平均{\displaystyle {\sqrt {\frac {\pi n}{2}}}}ステップでループに入る。このような関数は、例えば以下のようにすれば定義できる：まず、Gを大きさがほぼ等しい3つの集合{\displaystyle S_{0}}, {\displaystyle S_{1}}, {\displaystyle S_{2}}の非交和に分割する。{\displaystyle x_{i}\in S_{1}}のときはaとbをそれぞれ2倍する。{\displaystyle x_{i}\in S_{2}}のときはaをインクリメントする。{\displaystyle x_{i}\in S_{0}}のときはbをインクリメントする。

## アルゴリズム
Gを位数pの巡回群、{\displaystyle \alpha ,\beta \in G}でαはGの生成元とし、{\displaystyle G=S_{0}\cup S_{1}\cup S_{2}}をGの分割とする。写像{\displaystyle f\colon G\to G}を以下のように定める：
{\displaystyle f(x)={\begin{cases}\beta x&x\in S_{0}\\x^{2}&x\in S_{1}\\\alpha x&x\in S_{2}\end{cases}}}
また、{\displaystyle g\colon G\times \mathbb {Z} \to \mathbb {Z} }と{\displaystyle h\colon G\times \mathbb {Z} \to \mathbb {Z} }を
{\displaystyle {\begin{aligned}g(x,n)&={\begin{cases}n&x\in S_{0}\\2n\ ({\bmod {\ }}p)&x\in S_{1}\\n+1\ ({\bmod {\ }}p)&x\in S_{2}\end{cases}}\\h(x,n)&={\begin{cases}n+1\ ({\bmod {\ }}p)&x\in S_{0}\\2n\ ({\bmod {\ }}p)&x\in S_{1}\\n&x\in S_{2}\end{cases}}\end{aligned}}}
と定める。
```
 
入力
 
a
: 
G
の生成元, 
b
: 
G
の元
 
出力
 
a
x
 = 
b
を満たす整数
x
を返すか、失敗する

 Initialise 
a
0
 
←
 0, 
b
0
 
←
 0, 
x
0
 
←
 1 
∈
 
G
, 

 
i
 
←
 1
 
loop

     
x
i
 
←
 
f
(
x
i
-1
), 
     
a
i
 
←
 
g
(
x
i
-1
, 
a
i
-1
), 
     
b
i
 
←
 
h
(
x
i
-1
, 
b
i
-1
)

     
x
2
i
 
←
 
f
(
f
(
x
2
i
-2
)), 
     
a
2
i
 
←
 
g
(
f
(
x
2
i
-2
), 
g
(
x
2
i
-2
, 
a
2
i
-2
)), 
     
b
2
i
 
←
 
h
(
f
(
x
2
i
-2
), 
h
(
x
2
i
-2
, 
b
2
i
-2
))

     
if
 
x
i
 = 
x
2
i
 
then

         
r
 
←
 
b
i
 - 
b
2
i

         
if
 r = 0 
return failure

         
x
 
←
 
r
−1
(
a
2
i
 - 
a
i
) mod 
p

         
return
 
x

     
else
 
# 
x
i
 
≠
 
x
2
i

         
i
 
←
 
i
+1, 
         
break loop

     
end if

  
end loop
```

## 計算量
実行時間はおよそ{\displaystyle {\mathcal {O}}({\sqrt {n}})}である。ポーリヒ・ヘルマンのアルゴリズム（英語: Pohlig-Hellman algorithm）と組み合わせた場合の実行時間は、pをnの最大の素因数としたとき{\displaystyle {\mathcal {O}}({\sqrt {p}})}である。